# Taigi Unicode
是一款经过特殊设计以包含显示台湾话的罗马字拼法白话字所需的组合字符的TrueType字体。